# Rounds (альбом)
| Совокупная оценка | Совокупная оценка |
| Источник          | Оценка            |
| ----------------- | ----------------- |
| Metacritic        | 89/100            |
| Оценки критиков   |                   |
| Источник          | Оценка            |
| AllMusic          | [ 2 ]             |
| Blender           | [ 3 ]             |
| The Guardian      | [ 4 ]             |
| The Independent   | [ 5 ]             |
| NME               | 9/10              |
| Pitchfork         | 8.2/10            |
| Q                 | [ 8 ]             |
| Rolling Stone     | [ 9 ]             |
| Spin              | A−                |
| The Village Voice | A−                |

Rounds  (с англ. — «Раунды») — третий студийный альбом британского музыканта Four Tet (настоящее имя Киран Хебден), изданный 5 мая 2003 года лейблом Domino Recording Company.
Желая сделать более личный альбом, Хебден записал и спродюсировал его в своей квартире в Северном Лондоне в течение десяти месяцев, используя настольный компьютер и домашнюю систему hi-fi. В десяти треках альбома присутствуют элементы хип-хопа, джаза и фолка; кроме гитарной партии, записанной для "Slow Jam", музыка составлена из 200-300 семплов, многие из которых обработаны до неузнаваемости.
С Rounds выпустили два сингла и один EP. Критики высоко оценили уникальное слияние электронного и органического стилей, а на Metacritic альбом занял четвёртое место среди лучших альбомов 2003 года. Несколько изданий включили Rounds в списки "лучших альбомов десятилетия". В мае 2013 года, в десятую годовщину выхода альбома, лейбл Domino переиздал Rounds с бонусным диском, включающим живое выступление 2004 года.

## История
После участия в группе Fridge с 1995 года Киран Хебден начал выпускать сольные альбомы под именем Four Tet в 1998 году. Его первым релизом стал сингл «Thirtysixtwentyfive», за которым последовали альбомы Dialogue в 1999 году и Pause в 2001 году. На альбомы оказали влияние хип-хоп, джаз и электронная музыка. Хебден чувствовал, что его творчество слишком похоже на его влияние и хотел сделать альбом, который был бы более личным и трудным для определения. Он опирался на влияние Пита Рока, DJ Premier, Jim O’Rourke, Timbaland, the Neptunes и Родни Джеркинса.
Хебден записывал Rounds в течение десяти месяцев в своей квартире в Северном Лондоне, используя настольный компьютер и домашнюю Hi-Fi систему. За исключением гитарной партии, записанной для «Slow Jam», он написал музыку исключительно из файла семплов, который он собирал в течение нескольких лет. В альбоме использовано от 200 до 300 семплов; каждая песня построена из 20—30 семплов, сильно обработанных с помощью программных пакетов AudioMulch и Cool Edit Pro, во многих случаях до неузнаваемости. Девятиминутный трек «Unspoken» изначально был основан на семпле из песни Тори Эймос «Winter», но был переработан, когда Хебдену не удалось получить разрешение на использование семпла. Хебден также использовал микрофон Creative Labs для записи гитарной партии для «Slow Jam» и некоторых звуков с телевидения и секвенировал результаты в Cakewalk Pro Audio 9.

## Музыка
Rounds содержит десять инструментальных треков общей продолжительностью 45 минут, которые Колин Джойс из Spin назвал «гобеленом фолктроники». Clash отметил, что Four Tet помог основать жанр фолктроники с Pause и Rounds. Автор Sound on Sound Сэм Инглис сказал, что альбом представляет собой «смесь хрупких акустических фрагментов, брутальных битов и глючной электроники»; The Age описал его как «электронную музыку, которая звучит обманчиво органично». Критик Guardian Дэвид Пешек, отметивший влияние хип-хопа, R&B и фолка, написал, что «Rounds изобретает свои собственные головокружительные, маловероятные жанры». Петр Орлов из Pitchfork охарактеризовал Rounds как IDM-альбом с производством, обязанным хип-хопу как своим «коллажным подходом», так и акцентом на «устойчивые грувы».
Джон Буш из AllMusic нашёл, что альбом содержит элементы электронной и экспериментальной музыки в сочетании с «мечтательной мелодичностью, которая наверняка понравится поклонникам инди-попа». Критик Dusted Майкл Крамшо заметил влияние фолка и джаза, написав, что Хебден «взял свои ранние кивки на другие специфические жанры и превратил их в нечто полностью свое собственное». Адриан Бегранд из PopMatters отметил, что «Хебден сместил акцент с хип-хоп битов, джазовых влияний и далеко идущего звукового авантюризма на более свободный, сфокусированный звук», который способствовал оригинальному звучанию Rounds. Ник Саутхолл в своей рецензии для Stylus Magazine заявил, что «это больше похоже на то же самое, но „то же самое“ для Four Tet — это вечная эволюция и движение».
Композиция «Unspoken» была названа несколькими критиками центральной частью альбома. Бегранд описал её как «виртуозную музыку для ноутбука». Критик NME Тони Нейлор считает, что «As Serious as Your Life» — одна из более прямолинейных песен альбома. Заключительный трек, «Slow Jam», Бегранд описал как «тёплую, широкоглазую, наблюдающую за восходом солнца песню», в которой звучат звонкие гитары и семпл детской пищащей игрушки.

## Отзывы
Альбом получил положительные отзывы музыкальной критики и интернет-изданий. В интернет-агрегаторе Metacritic, устанавливающем в среднем оценку до ста, основанную на профессиональных рецензиях, альбом получил 89 баллов на основе 26 полученных рецензий, что говорит о «всеобщем признании». 
Рецензент AllMusic Джон Буш написал, что «хотя Rounds является экспериментальным по своей природе», он «предлагает что-то почти для каждой аудитории, которая может к нему подойти». Майкл Крамшо из Dusted нашёл альбом «музыкальным залпом артиста, который уверенно входит в свои права», описав его как «уютный, вызывающий саундтрек, который настолько же замысловат, насколько и красив». В своей рецензии для The Guardian Дэвид Пешек назвал альбом «кладезем завораживающих мелодий и тонких изобретений» и написал, что «Rounds удался не только как тщательно продуманное произведение искусства, но и как трогательное выражение человеческого тепла». В журнале NME, Тони Нейлор написал, что альбом «необычный», «важный» и «полон замечательных звуковых идей». Энди Бета, из Pitchfork, похвалил «внутреннюю упорядоченность» альбома, которая «позволяет ему выделяться на фоне предыдущих исследований огромных коллекций пластинок с помощью ноутбука».
В рецензии Адриена Бегранда в PopMatters говорится, что Rounds — это «замечательная запись» и что «возвышенные, созданные с помощью компьютера записи, такие, как Rounds, создают самые захватывающие звуки прямо сейчас, в 2003 году». В Spin Уилл Хермс описал альбом как «разнообразное путешествие» и отметил «более мрачные вибрации, наводящие на мысль о влиянии коллеги Хебдена по лейблу Дэна Снайта из Манитобы». Автор Stylus Magazine Ник Саутхолл признал «вечную эволюцию и движение» Хебдена, заявив, что «это просто великолепная запись прекрасной музыки». В рецензии Роберта Кристгау на Rounds для The Village Voice утверждалось, что Хебден «представляет себе звуковое пространство, в котором электронные неполадки скорее милые, чем раздражающие или зловещие», используя «компьютер как музыкальную шкатулку». Том Ридж из The Wire заявил, что «ничто здесь не звучит как упражнение в грабеже жанров» и что «Хебден разработал музыкальную идентичность, которая заметно отличается от его работы с Fridge, но оба проекта объединяет страсть к нарушению границ».

### Итоговые списки критиков
Rounds занял четвёртое место в списке самых высоко оцененных альбомов 2003 года по версии Metacritic, и был назван одним из лучших альбомов 2003 года многими изданиями, включая NME, The Wire, The Observer, Prefix, Pitchfork, Drowned in Sound, Collective, The Face, Q и Uncut.
Несколько изданий назвали Rounds одним из лучших альбомов десятилетия, а Pitchfork поместил его под номером 123 в своем списке 200 лучших альбомов 2000-х годов. В аналогичных списках Drowned in Sound поместил его под номером 13, Beats Per Minute — под номером 99, а No Ripcord — под номером 48. Журнал GQ назвал его одним из 40 лучших альбомов XXI века.

## Список композиций
Слова и музыка всех песен — Киран Хебден.
| №   | Название                           | Длительность |
| --- | ---------------------------------- | ------------ |
| 1.  | «Hands»                            | 5:40         |
| 2.  | «She Moves She»                    | 4:38         |
| 3.  | «First Thing»                      | 1:12         |
| 4.  | «My Angel Rocks Back and Forth»    | 5:06         |
| 5.  | «Spirit Fingers»                   | 3:21         |
| 6.  | «Unspoken»                         | 9:29         |
| 7.  | «Chia»                             | 0:31         |
| 8.  | «As Serious as Your Life»          | 4:36         |
| 9.  | «And They All Look Broken Hearted» | 5:06         |
| 10. | «Slow Jam»                         | 5:16         |

## Участники записи
По данным заметок на альбоме Rounds.
- Киран Хебден — музыка, продюсировани

Дополнительный персонал
- Гай Дэви — мастеринг
- Мэтт Купер — верстка, дизайн
- Джейсон Эванс - фотография

## Чарты
| Чарт (2003)                                  | Высшая позиция |
| -------------------------------------------- | -------------- |
| Ирландия (IRMA)                              | 57             |
| Шотландия (Scottish Albums Chart)            | 48             |
| Великобритания (UK Albums Chart)             | 60             |
| Великобритания (UK Independent Albums Chart) | 6              |
| США (Billboard Dance/Electronic Albums)      | 25             |